# Surab Sotkilawa
Surab Sotkilawa (georgisch ზურაბ სოტკილავა, russisch Зураб Лаврентьевич Соткилава; * 12. März 1937 in Sochumi; † 18. September 2017 in Moskau, Russland) war ein georgischer Fußballspieler, Operntenor, Professor am Moskauer Konservatorium und Träger des Titels Volkskünstler der UdSSR.

## Biographie

### Ausbildung
Sotkilawa schloss 1960 seine Ausbildung am Georgischen Polytechnischen Institut in Tiflis ab.

### Fußballkarriere
Sotkilawa spielte schon seit seiner Kindheit Fußball. Mit 16 Jahren wurde er von Dinamo Suchum als Verteidiger verpflichtet. 1956 wurde er Kapitän der georgischen Nationalmannschaft und zwei Jahre später vom Verein Dinamo Tiflis verpflichtet, bei dem er schon 1955 eine Saison unter Vertrag gestanden hatte. 1958 erlitt er bei einem Spiel in Jugoslawien  eine Knieverletzung, die im darauffolgenden Jahr zum Ende seiner sportlichen Laufbahn führte.

### Musikkarriere
1965 schloss Sotkilawa seine Gesangsausbildung unter David Andguladze am Konservatorium in Tiflis ab. Von 1965 bis 1974 war er Solist am Sacharia-Paliaschwili-Theater in Tbilissi. Von 1966 bis 1968 studierte er unter Diaro Barra an der Mailänder Scala. Sotkilawa wurde später Professor am Moskauer Konservatorium, an dem er bis 1988 unterrichtete. Er war Vorsitzender des Internationalen P. I. Tschaikowski-Wettbewerbs und Mitglied der Accademia Filarmonica in Bologna. Sotkilawa war besonders für seine Interpretation der Werke Giuseppe Verdis bekannt.

### Pädagogische Karriere
Von 1976 bis 1988 unterrichtete Sotkilawa am Moskauer Konservatorium, seit 1987 als Professor für Sologesang. 2002 nahm er seine Professur wieder auf.

### Tod
Im Jahr 2015 wurde bei ihm Bauchspeicheldrüsenkrebs diagnostiziert. Er starb im September 2017 im Alter von 80 Jahren und hinterließ seine Frau, Eliso Turmanidse, und zwei Töchter.

## Ehemalige Studenten
- Ksenia Leonidova[4]

## Rollen am Bolschoi-Theater
- Il trovatore – Manrico
- Tosca – Cavaradossi
- Iolanta – Vaudemont
- Aida – Radames
- Sadko – Kaufmann aus Indien
- Die Entführung des Mondes – Arzakan
- Un ballo in maschera – Riccardo
- Cavalleria rusticana – Turiddu
- La molinara [it] – Don Caloandro
- Boris Godunow – Grigori Otrepjew, Prätendent, der falsche Dmitri
- Chowanschtschina – Galitzine
- Nabucco – Ismaele

(Quelle:)

## Auszeichnungen
- 1968: Hauptpreis des Goldenen Orpheus Festivals (Bulgarien)[4]
- 1970: 2. Preis des Tschaikowski-Wettbewerbs[6]
- 1970: Ehrenkünstler der Georgischen Sozialistischen Sowjetrepublik
- 1971: Ehrenzeichen der Sowjetunion[7]
- 1973: Volkskünstler der Georgischen Sozialistischen Sowjetrepublik[8]
- 1976: Orden des Roten Banners der Arbeit[7]
- 1983: Volkskünstler der UdSSR[7]
- 1997: Orden der Ehre (Georgien)[7]
- 1998: Schota-Rustaweli-Staatspreis[7]
- 2001: Verdienstorden für das Vaterland 4. Klasse[4]
- 2007: Verdienstorden für das Vaterland 3. Klasse
- 2008: Ovation (Russland)
- 2012: Ehrenurkunde des Präsidenten der Russischen Föderation
- Ehrenmitglied der Accademia Filarmonica, Bologna[5]